# Le Citoyen Masri
Pour plus de détails, voir Fiche technique et Distribution.
Le citoyen Masri (Al-Mouwaten Masri) est un film égyptien réalisé par Salah Abu Seif, sorti en 1991.

## Synopsis
Le fils du gouverneur de village est appelé à faire son service militaire. Sa mère va convaincre son mari d'envoyer quelqu'un d'autre à sa place en falsifiant les identités.
Le choix se porte sur le fils d'un pauvre paysan qui est dans le besoin. Au début, son père refusera car c'est le seul fils qui l'aide dans les champs, mais il est forcé d'accepter après les menaces et l'offre importante d'argent.

## Fiche technique
- Titre original : Al-Mouwaten Masri
- Titre français : Le Citoyen Masri
- Réalisation : Salah Abu Seif
- Scénario : Mouhssine Zayed
- Pays d'origine :  Égypte
- Date de sortie : 1991

## Distribution
- Omar Sharif : le gouverneur du village
- Ezzat Al-Elaili : le père de Masri
- Safeya El-Omari : l'épouse du gouverneur du village
- Ashraf Abdel Baqi : le fils du paysan Masri